# Jan Lambrichs
Jan Lambrichs (né le 21 juin 1915 à Maastricht et mort le 28 janvier 1990 à Kerkrade) est un coureur cycliste néerlandais, professionnel de 1936 à 1954. Il est le premier coureur néerlandais à avoir terminé dans les dix premiers du Tour de France et sur le podium d'un grand tour.

## Biographie
Jan Lambrichs grandit dans une ferme de Bunde, au sein d'une famille modeste. Destiné à devenir agriculteur, il se lance finalement dans le cyclisme grâce à son frère aîné Andre, qui lui donne son premier vélo de course. Il obtient rapidement de bons résultats.  
Il passe professionnel en 1936, d'abord en individuel. Il commence sa carrière sur piste, où il court aux côtés de Cor Wals, Jan Pijnenburg ou Piet van Kempen. Faute de primes suffisantes, il se tourne progressivement vers les courses sur route. 
Il se révèle au plus haut niveau lors du Tour de France 1939, sous les couleurs des Pays-Bas. Bon grimpeur, mais surtout excellent rouleur, il se classe dans les cinq premiers de quatre contre-la-montre, avec pour meilleure performance une deuxième position sur la deuxième étape (second secteur) Caen - Vire, derrière Romain Maes. Dans les Alpes, il ne parvient pas à suivre les tout meilleurs, mais limite bien la casse. Il devient finalement le premier cycliste néerlandais à terminer dans le top 10 final de l'épreuve, à la huitième place. Après ces performances, il est annoncé comme l'un des futurs grands coureurs du Tour. Sa progression est cependant entravée par la Seconde Guerre mondiale, comme bon nombre de sportifs de l'époque. 
En 1946, il effectue son retour au premier plan en terminant troisième du Tour d'Espagne derrière Dalmacio Langarica et Julián Berrendero, tout en ayant remporté deux étapes (dont un contre-la-montre par équipes). Il doit accomplir les derniers jours sous la protection de la Guardia Civil, en raison des menaces de supporters espagnols. Deux ans plus tard, il gagne une étape du Tour des Pays-Bas et du Tour de Romandie. En 1949, il dispute le Tour de France dix ans après sa première participation, mais abandonne dès la cinquième étape. Il continue à courir les années suivantes en obtenant quelques victoires et diverses places d'honneur, sans toutefois retrouver son niveau de 1939 ou 1946. 
Il met un terme à sa carrière après la saison 1954, à près de 40 ans.

## Palmarès
- 1938
  - Bruxelles-Fléron
- 1939
  - 8e du Tour de France
- 1946
  - 5e et 9ea (contre-la-montre par équipes) étapes du Tour d'Espagne
  - 3e du Tour d'Espagne
- 1948
  -  Champion des Pays-Bas des clubs
  - 7e étape du Tour des Pays-Bas
  - 3e étape du Tour de Romandie
- 1949
  -  Champion des Pays-Bas des clubs
  - 3e du Tour de Flandre Occidentale
- 1951
  - Tour des Trois Lacs
- 1953
  - Tour des Quatre Cantons
  - 2e du Tour d'Hesbaye
- 1954
  - 2e du Tour des Quatre Cantons

## Résultats sur les grands tours

### Tour de France
2 participations 
- 1939 : 8e
- 1949 : abandon (5e étape)

### Tour d'Espagne
1 participation
- 1946 : 3e, vainqueur des 5e et 9ea (contre-la-montre par équipes) étapes